# Komisja Wyborcza Tajlandii
Komisja Wyborcza Tajlandii (taj. คณะกรรมการการเลือกตั้ง, RTGS: Khana Kammakan Kan Lueaktang) lub Komisja Wyborcza – jest niezależną agencją rządową i jedynym organem zarządzającym wyborami w Tajlandii. Nadzoruje wybory parlamentarne do (Senatu i Izby Reprezentantów), lokalne, a także referenda w całym Królestwie Tajlandii.

## Budżet
W lutym 2019 Komisji Wyborczej przydzielono 8,247 miliona batów, ponad trzykrotność budżetu na rok 2014 w wysokości 2,265 miliona batów

## Struktura
Tajlandzka Komisja Wyborcza składa się z pięciu członków, jednego przewodniczącego (taj.: ประธาน กรรมการ การ เลือกตั้ง) i czterech komisarzy wyborczych (taj.: กรรมการ การ เลือกตั้ง). Za administrację strony komisji odpowiedzialny jest sekretarz generalny (taj. เลขาธิการ คณะ กรรมการ การ เลือกตั้ง). Wszyscy komisarze są mianowani przez króla, za zgodą Senatu Tajlandii na siedmioletnią kadencję. Obecny skład został powołany 13 grudnia 2013 roku.